# Ptilomacra
Ptilomacra is een geslacht van vlinders van de familie houtboorders (Cossidae).

## Soorten
- P. antiqua Walker, 1869
- P. senex Walker, 1855